# Apocephalus colobus
Apocephalus colobus är en tvåvingeart som beskrevs av Brown 1997. Apocephalus colobus ingår i släktet Apocephalus och familjen puckelflugor. Inga underarter finns listade i Catalogue of Life.